# Ribat Sidi Khanfir
Le ribat Sidi Khanfir (arabe : رباط سيدي خنفير) est l'une des anciennes fortifications de la médina de Sfax.

## Localisation
Le fort se trouve au niveau de la façade orientale de la médina.

## Histoire
Le monument est construit au XVe siècle sous le règne des Hafsides. Son nom provient du cheikh Saïd Khanfir qui y est enterré. Ce dernier a été l'un des savants les plus importants de la ville de Sfax.

## Architecture
La tour, qui a une forme hexagonale, est constituée de deux étages comportant chacun une cellule. Dans la chambre inférieure se trouve la tombe du saint Saïd Khanfir, alors que la chambre supérieure était utilisée pour la surveillance de la façade maritime.
Le fort mesure quatorze mètres de hauteur.